# Mafra (cráter)
Mafra es el nombre de un cráter sobre la superficie de Marte. El cráter es una característica depresión circular creada por un evento de impacto. Como es de costumbre en la nomenclatura, los pequeños cráteres de menos de 60 km llevan el nombre de pequeños pueblos y aldeas. Mafra es una ciudad de unas 55 mil personas ubicada en la Región Norte del estado Santa Catarina al sur de Brasil. El cráter Mafra ocupa la cresta oeste del cráter Tara, de mayor tamaño. El meteorito de unos 600 gramos que causó el cráter lleva el mismo nombre e hizo impacto sobre el suelo marciano en 1941.
El cráter Mafra está rodeado de otros cráteres marcianos de pequeño tamaño, incluyendo el cráter Vätö a unos 40 kilómetros (24,9 mi) al noroeste y Torsö al Este.